# Xã White River, Quận Gibson, Indiana
Xã White River (tiếng Anh: White River Township) là một xã thuộc quận Gibson, tiểu bang Indiana, Hoa Kỳ. Năm 2010, dân số của xã này là 1.689 người.